# Pico Galicia
El pico Galicia o punta Galicia es una cumbre de 4500 metros en la cordillera Sentinel en los montes Ellsworth, Antártida.
La cumbre está nombrada en honor a la región española de Galicia ya que fue ascendida por el español Miguel Ángel Vidal el 28 de diciembre de 2004.

## Ubicación
Cumbre de Galicia está localizada en 78°30′30″S 85°42′00″O / -78.50833, -85.70000 78°30′30″S 85°42′00″O / -78.50833, -85.70000, el cual está a 5,02 km al sur del Monte Shinn (4661 m), 2,62 km al norte-noroeste del monte Vinson (4892 m), 840 m del norte del monte Branscomb (4520 m) y 5,5 km al sureste del pico Knutzen (3373 m).78°30′30″S 85°42′00″O / -78.50833, -85.70000

## Mapas

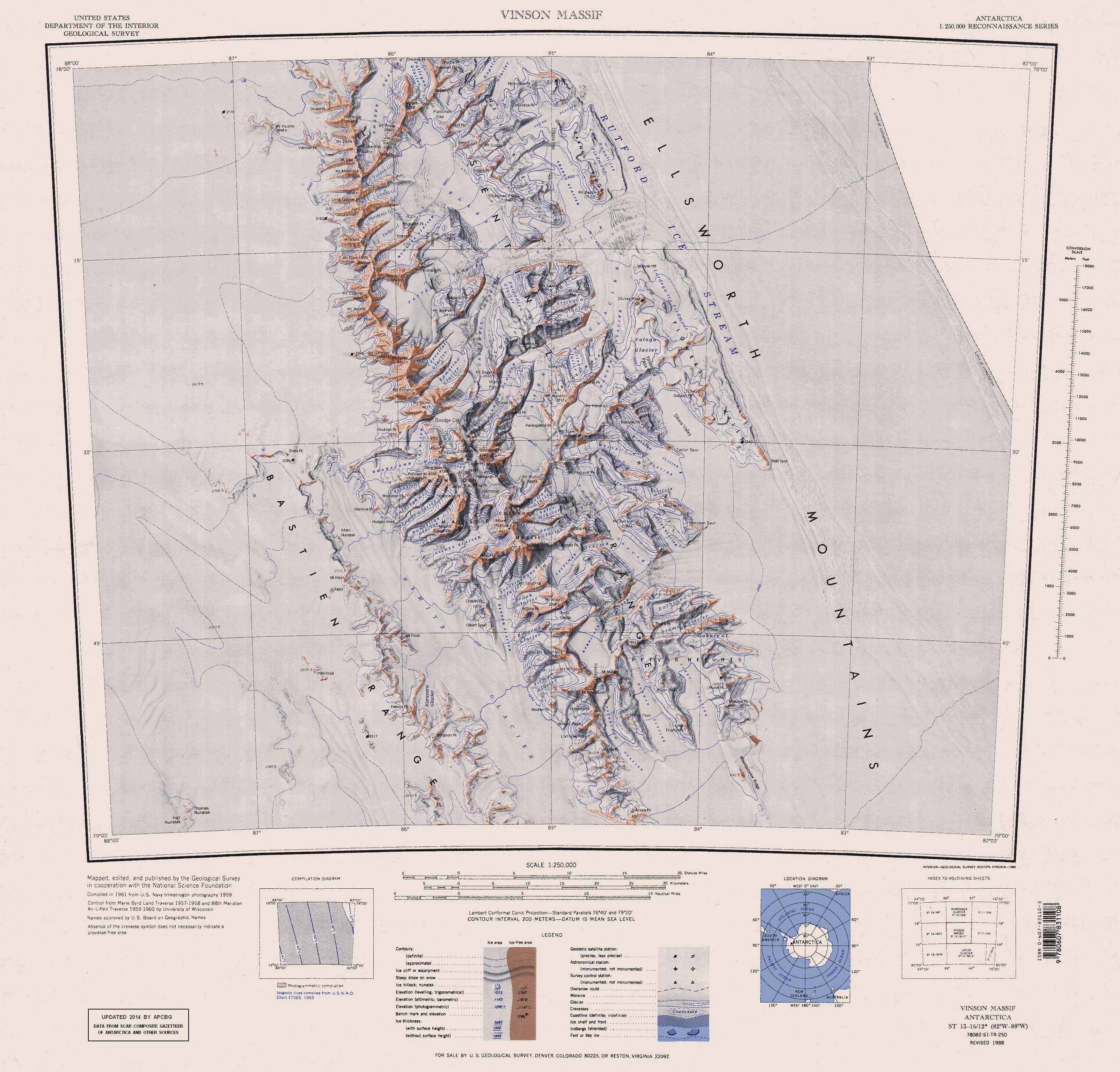
Mapa de la cordillera Sentinel.

- Macizo Vinson.  Escala 1:250 000 mapa topográfico.  Reston, Virginia: EE. UU. Encuesta Geológica, 1988.
- D. Gildea y C. Rada. Vinson y la cordillera Sentinel.  Escala 1:50 000 topographic mapa.  Omega Fundación, 2007.